# Sternwarte Peterberg
| Sternwarte Peterberg                              | Sternwarte Peterberg                            |
| Sternwarte Peterberg, April 2010                  | Sternwarte Peterberg, April 2010                |
| ------------------------------------------------- | ----------------------------------------------- |
| Eröffnet:                                         | 6. September 1997                               |
| Koordinaten:                                      | 49° 34′ N, 7° 0′ O                              |
| Höhe:                                             | 575,6 Meter                                     |
| Besucher:                                         | 32.200 (1997 bis 2022)                          |
| Verein der Amateurastronomen des Saarlandes e. V. |                                                 |
| Gegründet:                                        | 1977                                            |
| Mitglieder:                                       | 184 (2022)                                      |
| Anschrift:                                        | Geschäftsstelle Särkover Straße 47 66663 Merzig |

Die Sternwarte Peterberg ist eine Vereins- und Volkssternwarte auf dem Peterberg im nördlichen Saarland. Sie befindet sich im Gebiet der Gemeinde Nohfelden nahe der Grenze zu Nonnweiler im Landkreis St. Wendel. Betrieben wird sie von ihrem Eigentümer, dem Verein der Amateurastronomen des Saarlandes e. V., und seinen aktiven Mitgliedern. Die Sternwarte dient als Treffpunkt der Vereinsmitglieder und als technisch gut ausgerüsteter Beobachtungsort fernab von störendem Licht. Daneben bieten die ehrenamtlich tätigen Mitglieder öffentliche Fachvorträge, Kindervorträge, Gruppentermine und weitere Sonderveranstaltungen für interessierte Laien an.

## Bau der Sternwarte
Bereits 1977 zur Gründung des Vereins wurde in der Satzung ein ganz besonderes Ziel verankert, der Bau einer Sternwarte. Nach vielen Jahren des Ansparens und der Erkundung von astronomisch geeigneten Bauplätzen fiel die Wahl auf den Gipfel des Peterbergs nahe Eiweiler (Ortsteil von Nohfelden), Braunshausen und Primstal (beide Nonnweiler). Damit liegt der Standort fernab von größeren Städten und ist nur durch geringe Lichtverschmutzung beeinträchtigt.
Der Spatenstich erfolgte am 5. Mai 1993. Vier Jahre später, im Sommer 1997, war die Sternwarte bezugsfertig und wurde am 6. September 1997 feierlich eröffnet. Aus Platzmangel wurde schon schnell über eine Erweiterung nachgedacht. Am 29. April 2003 begannen die Arbeiten an dem südöstlich gelegenen Anbau, der seit seiner Fertigstellung im Jahr 2005 einen Vereinsraum und eine zweite Kuppel beherbergt.

## Gebäude
Das Gebäude wurde in zwei Bauabschnitten errichtet: dem ursprünglichen ringförmigen Bau und dem südöstlichen Anbau.
Der ursprüngliche Bau besteht aus einem zentralen, zweistöckigen Turm, daran angegliedert sind zwei kreissegmentförmige Gebäudeteile in nördlicher und südlicher Richtung. Im nördlichen Segment ist ein Vortragsraum mit moderner Multimediatechnik eingerichtet, im südlichen ein Ausstellungs- und Kassenraum. Auf dem zentralen Turm ist eine drehbare Kuppel mit 5,5 Meter Durchmesser montiert.
Der südöstliche Anbau beherbergt einen Vereinsraum mit Lagermöglichkeiten und eine zweite Kuppel mit 3 Meter Durchmesser.

## Optische Instrumente
In der nördlichen Kuppel ist seit dem 17. April 2010 das Peterberger Halbmeter-Teleskop (PHT), ein Planewave-CDK20-Spiegelteleskop korrigiert nach Dall-Kirkham, montiert. Mit einem Primärspiegeldurchmesser von 508 mm (20 Zoll) und einer Brennweite von 3454 mm beträgt das Öffnungsverhältnis 6,8. Ein Astrophysics-Starfire-Refraktor mit 152 mm Öffnung (6 Zoll) und 1300 mm Brennweite (f8,5) dient u. a. als Leitrohr für Langzeitbelichtungen.
Eine Knopf-K100-Montierung (Gewicht 250 kg, maximale Last 150 kg) sorgt in Kombination mit einer FS2-Steuerung für die präzise Nachführung der Instrumente.
In der südlichen Kuppel kann – teilweise abwechselnd – mit mehreren Linsenteleskopen beobachtet werden. Hauptgerät ist ein Lichtenknecker-Refraktor (127 mm = 5 Zoll Öffnung, 900 mm Brennweite, f7). Je nach Bedarf kann ein Coronado-Solarmax-Sonnenteleskop mit 60 mm Öffnung angesetzt werden. Montiert sind diese Geräte auf einer Gemini 40.

## Astronomische Projekte
Die Sternwarte Peterberg und ihre Ausrüstung steht allen Mitgliedern des VAS e. V. für astronomische Projekte zur Verfügung. Neben der visuellen Astronomie ist das v. a. die Astrophotographie von Deep-Sky-Objekten und Objekten des Sonnensystems (Mond, Planeten etc.). Einzelne Mitglieder betreiben Astrometrie und Spektroskopie.
In diesem Zusammenhang sind zwei besondere Ereignisse der letzten Jahre erwähnenswert:
- Totale Sonnenfinsternis am 11. August 1999

Die nördliche Totalitätsgrenze verlief ca. 1,5 km nördlich vom Standort der Sternwarte entfernt, so dass eine Totalität von 41 Sekunden beobachtet werden konnte. Der Himmel war an diesem Tag fast vollständig bewölkt. Da sich die Vereinsmitglieder zur Beobachtung der Sonnenfinsternis über eine große Fläche verteilten, konnten trotz ungünstiger Wetterverhältnisse noch Fotografien erstellt werden.
- Venustransit am 8. Juni 2004

Nach ausführlicher Vorbereitung und einigen Testläufen konnten das Team der Sternwarte Peterberg den Venustransit bei strahlendem Sonnenschein mit drei Kameras dokumentieren. Da jede Aufnahme mit einem funkgesteuerten Zeitstempel versehen wurde, war eine sekundengenaue Auswertung möglich. Die Ergebnisse wurden dem ESO Projekt „VT2004“ beigesteuert.

## Öffentliche Veranstaltungen
An jedem ersten Samstag des Monats findet ein öffentlicher Fachvortrag statt. Im Anschluss folgen eine Führung durch die Sternwarte sowie – bei Dunkelheit und wolkenlosem Himmel – eine gemeinsame astronomische Beobachtung. Gruppen können die Sternwarte Peterberg nach besonderer Vereinbarung besuchen.
Des Weiteren werden Sonderveranstaltungen (z. B. Sternwartenfest oder bei einem besonderen astronomischen Ereignis) organisiert. Seit 2003 beteiligt sich die Sternwarte Peterberg zudem am bundesweiten Tag der Astronomie.